# Hanaiakamalama

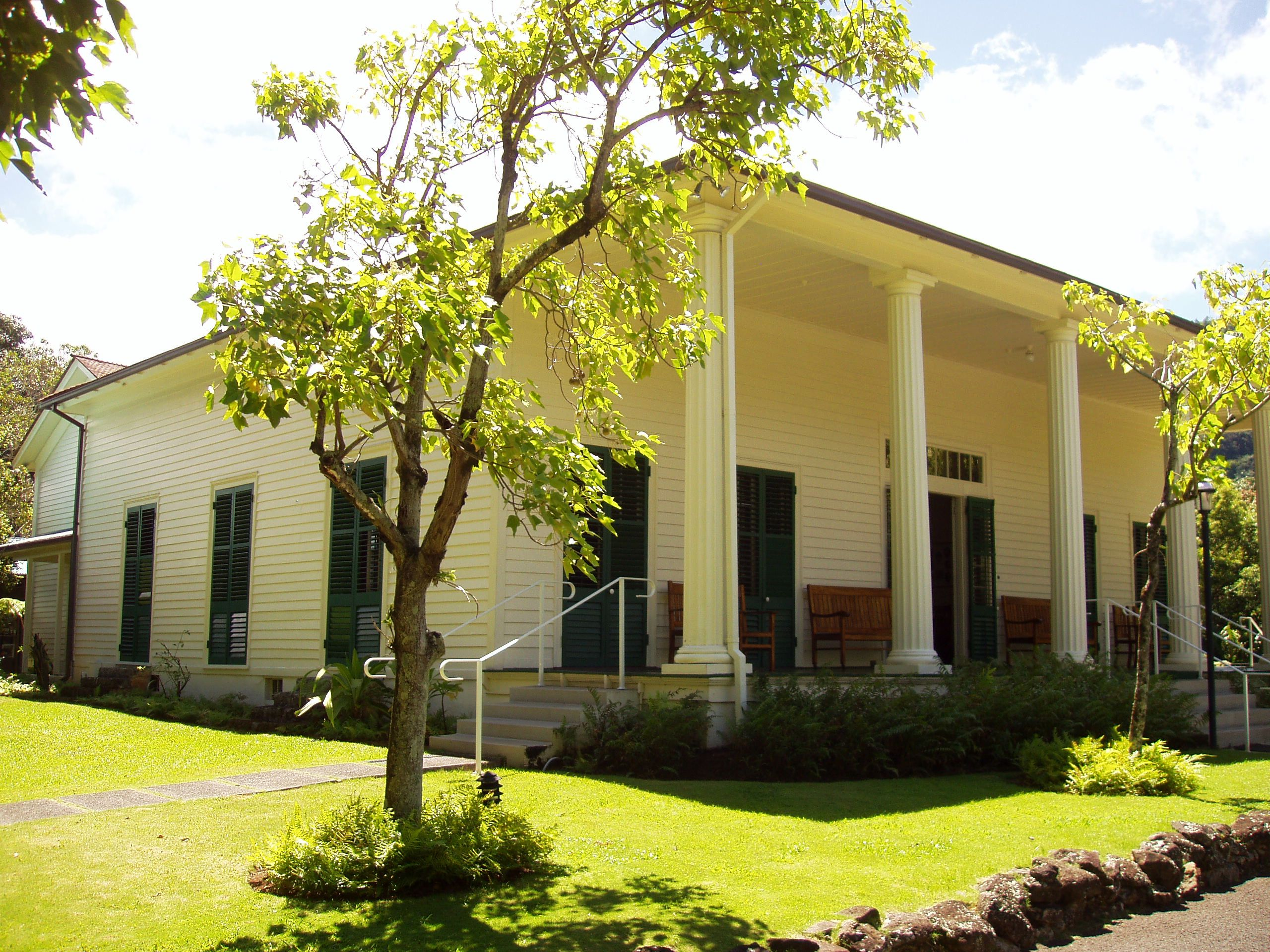
Hanaiakamalama (Palacio de Verano de la Reina Emma).

El Hanaiakamalama, o Palacio de Verano de la Reina Emma, sirvió de lugar de recreo de la reina Emma de Hawái de 1857 a 1885, además de para su esposo, el rey Kamehameha IV y su hijo, el Príncipe Albert Edward.
En la actualidad se trata de un hito histórico, museo y lugar turístico situado en el 2913 Pali Highway, a menos de diez minutos en coche del centro de Honolulú, en Hawái. El museo abre todos los días de 9:00 de la mañana a 4:00 de la tarde y se mantiene con los ingresos obtenidos de las entradas, las ventas de la tienda de regalos y otros fondos recaudados por la asociación Hijas de Hawái.

## Historia
Hanaiakamalama se encuentra en el Valle de Nuʻuanu Valley, durante mucho tiempo un lugar popular entre los jefes hawaianos y la realeza y más tarde para los residentes no hawaianos, para quienes el clima más fresco de las tierras altas resultaba más agradable que el del centro de Honolulú.  
La estructura de la casa se construyó en Boston en 1848 y fue enviada por barco a Hawái vía cabo de Hornos.  Luego se montó sobre una propiedad adquirida por John Lewis del gobierno hawaiano.  Tenía una planta, seis habitaciones y un porche con columnas dóricas de estilo renacentista griego.
En 1850, dos años después de su construcción, John Young II adquirió la propiedad en una subasta por 6.000 $. Young fue el dueño hasta 1857, cuando la cedió a su sobrina, la Reina Emma. En 1869, la reina Emma añadió una gran estancia llamada "the Edinburgh Room" (la Sala Edimburgo) a la parte posterior de la estructura, para preparar la visita del duque de Edimburgo.
Tras la muerte de la reina Emma en 1885, el gobierno monárquico hawaiano adquirió la propiedad. Hubo planes para construir un parque de béisbol en su emplazamiento, pero las Hijas de Hawái la adquirieron con la intención de restaurarlo, como monumento a la historia de Hawái.  Entró a formar parte del Registro Nacional de Lugares Históricos en la década de 1970.

## Situación actual
El Palacio de Verano de la Reina Emma, se encuentra hoy sobre un terreno de 2,16 acres (8.740 m²) propiedad de la "Queen Emma Estate", mantenido por las Hijas de Hawái. Los jardines presentan muchas plantas originarias de las Islas Hawái.
La casa en sí es un museo que alberga las posesiones de la Reina Emma, además de las de su marido, el Rey Kamehameha IV, su hijo, el Príncipe Albert Edward y otros miembros de las familias reales hawaianas. Estos son los aposentos y su contenido:
- Entrance Hall (Vestíbulo de Entrada) - estandartes de plumas (kāhili); escudo real de armas.
- Front Bedroom (Dormitorio delantero) - (antiguamente el Comedor) - Amplia cama de acacia koa; cuna del Príncipe Albert; cama estilo trineo de la Reina Emma; bañera del Príncipe Albert Edward.
- Parlor (Salón) - piano de media cola de la Reina Emma; 3 capas de plumas; mesa y sillas de comedor de koa; jarrón de porcelana imari obsequio del Emperador Meiji al Rey Kalākaua
- Cloak Room (Sala de Capas) - capa real de plumas
- Back Bedroom (Dormitorio Trasero) - cama de koa de la Reina Emma; cuna de koa del Príncipe Albert Edward; muestra del vestidor del príncipe con traje de terciopelo, etc.
- Center Hall (Vestíbulo Central) - pila bautismal de plata obsequio de la Reina Victoria; collar de colmillo de tigre; proyector regalo de Napoleón III con motivo de la visita de la Reina Emma a Francia en 1865; artefactos de tela de tapa; estandartes de plumas (kāhili)
- Edinburgh Room (Sala Edimburgo) - Gabinete real con porcelana regalo de la Reina Victoria; mobiliario de palo de rosa; piano; silla y sofá.

La casa contiene también una serie de retratos de interés histórico, por ejemplo: William Charles Lunalilo, John Young II, la Princesa Bernice Pauahi Bishop, Kamehameha III, Kamehameha IV, Kamehameha V, la Reina Emma y el Príncipe Albert Edward Kauikeaouli, entre otros.

## Sitios de interés en las inmediaciones
No lejos de Hanaiakamalama se encuentra el Pali Lookout (puesto de observación), lugar de la batalla de Nuuanu Pali, en la que Kamehameha I derrotó a las fuerzas del Rey de Oahu, consolidando su reivindicación como monarca de las Islas Hawái.